# Canone di Lekë Dukagjin

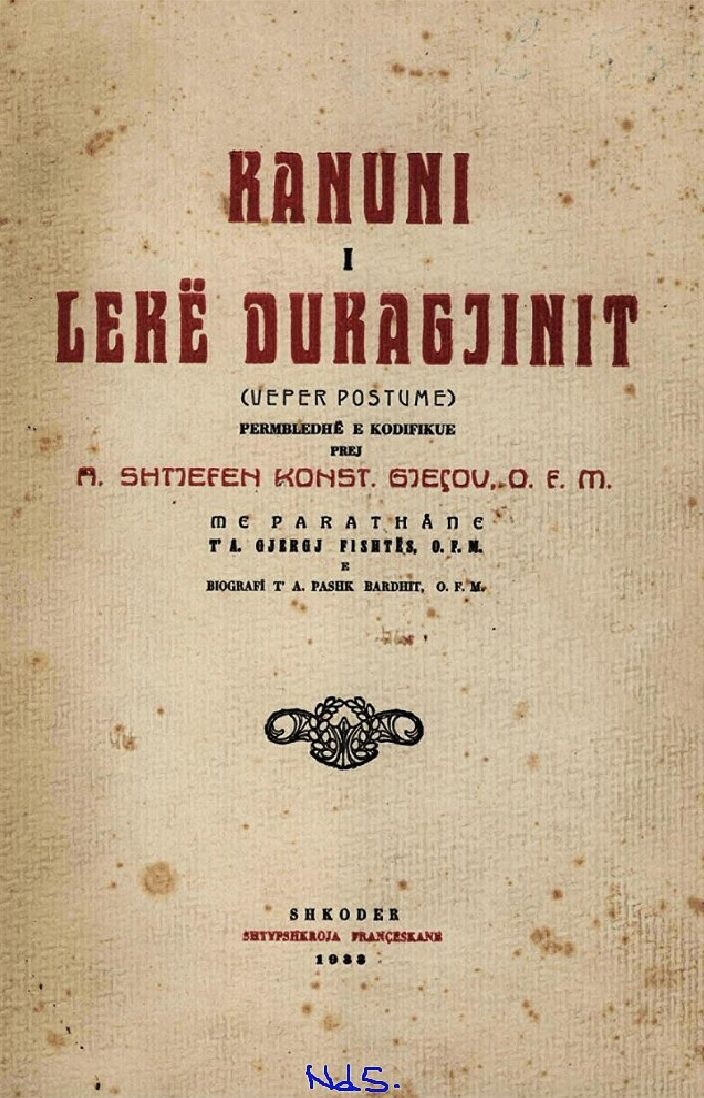
Prima edizione, Scutari (1933)

Il Canone di Lekë Dukagjini, conosciuto anche come Canone di Lekë è una delle varianti del diritto consuetudinario albanese trasmesso oralmente, che fu inizialmente codificato e pubblicato in turco dall'amministrazione ottomana nella prima metà del XIX secolo quando tentò di proibire la vendetta; fu poi riscosso dal clero cattolico al servizio degli albanesi tra il XIX e il XX secolo. Le riunioni del clero furono pubblicate in lingua albanese in pubblicazioni temporanee come Albania e Hylli i Drita (in italiano: La stella della luce). La prima e completa codificazione del canone fu pubblicata per la prima volta nel 1933 a Scutari, opera postuma di Shtjefën Gjeçovit, che lo raccolse principalmente nei villaggi di Mirdita e dintorni.
Finora il canone di Lekë Dukagjini è stato tradotto in inglese, tedesco, francese, spagnolo, russo e serbo. 
Il canone contiene 12 libri, 24 capitoli, 199 articoli e 1 263 paragrafi. Ciascun capitolo, come possono essere chiamati nel linguaggio giuridico contemporaneo, affronta una questione che può essere classificata dal diritto privato al diritto di famiglia e fino al diritto penale e civile.